# 苏庇路里乌玛一世
苏庇路里乌玛一世（活动时期公元前14世纪）是一名赫梯国王（大致的统治时间：前1370年～前1330年或前1358年～前1323年；实际时间无法确定）。他是新王国的第一位重要的君主。 利用埃及法老埃赫那顿忙于宗教改革无力顾及亚洲事务的时机，苏庇路里乌玛一世成功地控制了地中海和幼发拉底河之间的广大土地，为赫梯帝国的出现奠定了基础。
苏庇路里乌玛一世在其统治时期几乎攫取了埃及在叙利亚的全部属土，并积极怂恿那些臣服于埃及的亚洲小王公叛变造反。在西亚最强盛的国家米坦尼陷入内讧之时，他率领赫梯人进攻了这个国家，把她的霸权连同独立碾的粉碎。在这次军事打击之后，米坦尼实际成了赫梯的附庸国家，由苏庇路里乌玛一世的女婿沙梯瓦扎统治。苏庇路里乌玛一世并且重建了赫梯的首都哈图沙。
苏庇路里乌玛一世的赫赫威名引起了守寡的埃及王后安赫塞娜蒙的注意，她写信给苏庇路里乌玛一世请求他派遣自己的一个儿子来与她结婚并统治埃及，因为她本人既无子嗣又不愿与一个平民结婚。一般认为安赫塞娜蒙是法老图坦卡蒙的配偶，她在丈夫死后正面临大臣伊特努特-阿伊的篡权威胁。苏庇路里乌玛一世认真地考虑了这个建议，并且派遣一位使者到埃及去；当使者证实了王后的诚意后，他就决定利用这个难以置信的机会来控制庞大的埃及帝国。然而，苏庇路里乌玛一世的儿子扎南扎王子在前往埃及的途中去世了，使这个计划成了泡影。苏庇路里乌玛一世利用这个借口向埃及在迦南和北叙利亚的藩属发动进攻，夺取了许多领土。不幸地，来自埃及的俘虏带来了一场可怕的瘟疫，这种病似乎已在埃及流行一段时间了。瘟疫传播进了赫梯人的居住地区，给了这个新兴强国以沉重的打击；苏庇路里乌玛一世本人也在这场疫病流行中死亡了。
苏庇路里乌玛一世时代的记录，大概是在他的儿子穆尔西里二世在位时编辑的，是关于公元前14世纪的历史事件的重要文献资料。在古埃及重要历史文献阿马尔奈文书中保存了苏庇路里乌玛一世写给埃赫那顿的一封信件（EA 41）。苏庇路里乌玛一世在信中表达了希望与法老共同维持两国良好关系的愿望。